# Achaearanea tovarensis
Achaearanea tovarensis är en spindelart som beskrevs av Claude Lévi 1963. Achaearanea tovarensis ingår i släktet Achaearanea och familjen klotspindlar.
Artens utbredningsområde är Venezuela. Inga underarter finns listade i Catalogue of Life.